# 曼来镇
曼来镇，是中华人民共和国云南省玉溪市元江哈尼族彝族傣族自治县下辖的一个镇。2011年，原东峨镇和羊岔街乡合并为曼来镇。

## 行政区划
曼来镇下辖以下地区：
曼来社区、东峨村、农场田村、大田房村、新光村、红旗村、阿龙浦村、平昌村、南溪村、团田村、旦弓村和韩家寨村。